# Yngve Moe
Yngve Moe (Tromsø, 4 oktober 1957 – Bergen, 17 april 2013) was een Noorse basgitarist en componist in de jazz en rockmuziek. Hij was actief als sessiemuzikant en een van de oprichters van de groep Dance with a Stranger.

## Biografie
Moe begon zijn loopbaan in de band Erter, Kjøtt og Flesk (1971–1975). De groep kwam ten einde in februari 1975 na in Skien het voorprogramma te hebben verzorgd voor Fairport Convention: een van de bandleden werd betrapt na een winkeldiefstal en Moe, toen 17, werd door zijn vader naar huis gebracht. 
In 1978 verhuisde Moe naar Bergen met de musici en vrienden Bjørn Vassnes en Turid Pedersen. De laatste twee begonnen de groep Nøkken met Hans Petter Gundersen, Moe voegde zich later bij hen als concert-muzikant. In die tijd speelde hij ook met Gundersen's band "Rust". In 1984 richtte Moe met vrienden de groep Dance with a Stranger, waar hij basgitarist was tot aan zijn overlijden. Hij werkte tevens als sessiemuzikant mee met projecten van Olav Dale's Son Mu, Ernesto Manuitt y Grupo en Groovy

## Overlijden
In april 2013 werd Moe tijdens een vakantie in Tenerife tijdens het zwemmen door onderwaterstromingen meegevoerd. Hij werd, door zuurstofgebrek bewusteloos geraakt, uit het water gehaald. Hij werd door artsen kunstmatig in coma gebracht en naar het ziekenhuis in Bergen vervoerd. Hij overleed op 17 april.

## Prijzen
- Vossajazzprisen 2006

## Discografie
Met "Erter, Kjøtt og Flesk»
- 1973: Husmannskost
- 2012: Live i studio!, opgenomen 1974–75

Met "Rust»
- 1983: Rust (EMI Music, Norway)

Met "Son Mu»
- 1985: Son Mu (Hot Club Records)

Met "Dance with a Stranger»
- 1987: Dance with a Stranger (Norsk Plateproduksjon)
- 1989: To/Fool's Paradise (Norsk Plateproduksjon/RCA)
- 1991: Atmosphere (Norsk Plateproduksjon)
- 1994: Look What You've Done (Norsk Plateproduksjon)
- 1994: Unplugged (Norsk Plateproduksjon) live-album
- 1995: The Best of Dance with a Stranger (Mercury Records) verzamelalbum
- 1998: Happy Sounds (Mercury)
- 2007: Everyone Needs a Friend... The Very Best of Dance with a Stranger (Mercury) compilatiealbum

Als studio/sessie-muzikant
- 1986: Let's Spend The Night Together, met de groep «CCCP»
- 1995: Oofotr (Norske Gram), met Oofotr
- 1995: Mia's Song (Sonet Records), single met Marius Müller
- 1996: Sånn (Nord-Norsk Plateselskap), met Terje Nilsen
- 2003: Hush Hush (EMI Music, Noorwegen), met Nathalie Nordnes
- 2010: Storm, met Elg
- 2010: Fram til i dag (EMM Records), met Erik Moll & "Voksne Herrers Orkester»